# Laragne-Montéglin
 Laragne-Montéglin  (en occitano L'Aranha Montaiglin) es una población y comuna francesa, situada en la región de Provenza-Alpes-Costa Azul, departamento de Altos Alpes, en el distrito de Gap y cantón de Laragne-Montéglin.

## Demografía
| 2998 | 3579 | 3847 | 3647 | 3371 | 3296 |
| Para los censos de 1962 a 1999 la población legal corresponde a la población sin duplicidades (Fuente: INSEE [Consultar]) |      |      |      |      |      |